# Louis André de La Mamie de Clairac
Louis André de La Mamie de Clairac (* 4. Mai 1690 in Freiburg im Breisgau; † 6. Mai 1752 in Bergues) war ein französischer Militäringenieur.

## Leben
Louis André de La Mamie de Clairac wurde als Sohn des Offiziers Etienne de La Mamie de Clairac (1643–1712) geboren, der von 1694 bis 1697 französische Festung Freiburg befehligte. 1707 trat er in ein Infanterieregiment ein und nahm am spanischen Erbfolgekrieg teil, den Belagerungen von Le Quesnoy und Bouchain (1711). 1712 wurde er Ingenieur und 1723 Mitglied des reformierten Ingenieurcorps als capitaine und in Mont-Louis stationiert. 1724 wurde er Ritter des Ordre royal de Notre-Dame du Mont-Carmel et de Saint-Lazare de Jérusalem. Von September 1724 bis Januar 1727 gehörte er zum Gefolge von Jean Baptiste Louis Picon d’Andrezel, französischer Botschafter bei der Hohen Pforte. Er blieb längere Zeit in Konstantinopel und erkundete die Stadt und ihre Umgebung. Eine seiner Aufgaben dabei war es, sich eine Übersicht über die Befestigungen der Dardanellen zu verschaffen und darüber zu berichten. In diesem Zusammenhang besuchte er 1726 auch Alexandria Troas, in der Annahme, es handle sich um Troja, und fertigte zahlreiche Zeichnungen an. Nach seiner Rückkehr war er in Villefranche-de-Conflent stationiert, ab 1731 in Valenciennes. Während des polnischen Thronfolgekriegs nahm er an den Belagerungen von Kehl (1733) und Philippsburg (1734) teil, bei letzterer wurde er verwundet. Er erhielt das Ritterkreuz des Ordre royal et militaire de Saint-Louis. 1736 wurde er Ingénieur en chef und der Festung Bergues zugeteilt. 1744 wurde er zum lieutenant colonel beim  Régiment de La Marine befördert. Während des österreichischen Erbfolgekriegs nahm er an den Belagerungen von Menin, Ypern, Furnes, Namur (1746) und Berg op Zoom (1747) teil. 1747 wurde er zum colonel befördert, 1748 zum brigadier d’infanterie.
Er starb in Bergues, wo er im Chor der Kirche Saint-Martin bestattet wurde.
Ab 1746 verfasste er ein Handbuch der Militäringenieurkunde und des Festungsbaus, das zwei Auflagen erlebte und ins Deutsche und Englische übersetzt wurde.

## Schriften
- L’ingénieur de campagne, ou traité de la fortification passagère. Paris 1749 (Digitalisat); 2. Auflage Paris 1757 (Digitalisat).
  - Des Ritters von Clairac … Abhandlung von der Befestigungskunst im Felde. J. J. Korn, Breslau/Leipzig 1755 (Digitalisat).
  - The Field Engineer of M. le Chevalier de Clairac. Translated by Captain Charles Vallancey. J. Smith, Dublin 1758 (Digitalisat).
  - The field engineer of M. le Chevalier de Clairac, translated from the French, with observations and remarks on each chapter. By John Muller. London 1760 ().
  - The field engineer of M. le Chevalier de Clairac, translated from the French, with observations and remarks on each chapter. The second edition corrected, with additions. By John Muller. London 1773 (Digitalisat).
- Histoire de Perse, depuis le commencement de ce siècle. 3 Bände, Paris 1750.